# Commission pontificale pour l'Amérique latine
La commission pontificale pour l'Amérique latine est un dicastère de la curie romaine dont la mission est de fournir des conseils et de l'aide aux églises catholiques d'Amérique latine. La commission est créée par Pie XII en avril 1958 et sa mission précisée dans la constitution apostolique Pastor Bonus (art. 83 et 84) de Jean-Paul II en juin 1988.
Elle dépend de la congrégation pour les évêques dont le préfet est son président.

## Histoire et mission
La commission pontificale pour l'Amérique latine est créée le 21 avril 1958 par le pape Pie XII, en tant qu'organisme indépendant au sein de la curie romaine. L'objectif initial est alors de permettre aux Églises du Canada, des États-Unis et d'Europe de faire face à la grave pénurie de prêtres en Amérique latine. Le 9 juillet 1963, le pape Paul VI marque le cinquième anniversaire de la commission en adressant à son président, le cardinal Carlo Confalonieri, une lettre lui exhortant à poursuivre la collaboration et exprimant aussi son inquiétude au sujet des prêtres engagés dans l'action sociale. Le 30 novembre 1963, le pape intègre la commission à la congrégation pour les évêques et crée un « conseil général de la commission pontificale pour l'Amérique latine », composé de prélats représentant le Conseil épiscopal latino-américain (CELAM) et plusieurs pays européens. Cet organe est chargé de nommer le président de la commission et représente une tentative de Rome d'affirmer son contrôle sur le CELAM, en particulier sur sa deuxième conférence générale en 1968 à Medellín. Selon le théologien allemand Hans-Jürgen Prien (de), la commission est « un contrepoids au CELAM, réduisant ses possibilités ».
Le 18 juin 1988, le pape Jean-Paul II réorganise la commission. Il précise ainsi que ses membres, tous nommés par le pape, seront choisis parmi les secrétaires des départements curiaux particulièrement intéressés. Deux évêques représentant le CELAM et trois prélats diocésains d'Amérique latine composent également la commission. Il est également prévu qu'un groupe plus large se réunisse chaque année pour examiner les questions plus importantes. La constitution apostolique Pastor Bonus, promulguée le 28 juin 1988, stipule que « la fonction de la commission pontificale pour l'Amérique latine est d'être à la disposition des Églises particulières d'Amérique latine, par le conseil et par l'action, en s'intéressant aux questions qui affectent la vie et le progrès de ces Églises ; et surtout d'aider les Églises elles-mêmes dans la solution de ces questions, ou d'être utile aux dicastères de la Curie qui sont impliqués en raison de leur compétence ». Le nombre de membres n'est pas précisé. Elle prévoit enfin qu'un évêque occupe la fonction de vice-président.
Depuis le 5 juin 2022, selon la constitution apostolique Praedicate evangelium du pape François, « au sein du dicastère [pour les évêques] est instituée la commission pontificale pour l'Amérique latine, chargée d'étudier les questions relatives à la vie et à la croissance de ces Églises particulières, afin d'assister les dicastères qui s'en occupent en raison de leur compétence, et d'aider ces Églises par des conseils et des ressources économiques ». Elle ne prévoit pas de vice-président.

## Liste des présidents
- Marcello Mimmi (1958-1961)
- Carlo Confalonieri (1961-1967)
- Antonio Samorè (1967-1983)
- Carlo Confalonieri (1969-1973)
- Sebastiano Baggio (1973-1984)
- Bernardin Gantin (1984-1998)
- Lucas Moreira Neves (1998-2000)
- Giovanni Battista Re (2000-2010)
- Marc Ouellet (2010-2023)
- Robert Francis Prevost (2023-2025)